# Jacob van Schuppen
Jacob van Schuppen, Jacques van Scuppen en français, né le 26 janvier 1670 à Fontainebleau et mort le 29 janvier 1751 à Vienne, est un peintre baroque autrichien d'origine flamande.

## Biographie
Jacob van Schuppen est le fils de Elisabeth de Mesmaker et le peintre-graveur Pieter ou Pierre Louis van Schuppen d'Anvers qui résidait à Paris. Son père jugeant qu'on ne pouvait réussir dans la gravure qu'en connaissant la peinture l'a placé comme élève auprès de Nicolas de Largillierre. Jacob van Schuppen a choisi de continuer la peinture plutôt que de devenir graveur. Il a été reçu comme peintre à l'Académie royale de peinture et de sculpture le 4 juillet 1704 sur présentation de son morceau de réception : Méléagre tue le sanglier de Calydon (musée Fabre, Montpellier). Comme son maître, il s'est essentiellement consacré au portrait.
Il est appelé en 1707 par le duc de Lorraine Léopold qui l'a nommé son peintre ordinaire le 1er août 1707 et réside à Lunéville jusqu'en 1719.
Les difficultés financières du duc de Lorraine vont conduire Jacob van Schuppen à se rendre à Vienne où il gravite près du prince Eugène et du comte von Althann. Il est introduit à la cour en 1720 et devient peintre à la cour de l'empereur en 1723.
Il joue un rôle essentiel dans la réorganisation de l'Académie des Beaux-Arts de Vienne, sous l'impulsion de l'empereur Charles VI, et en devient le directeur de 1726 à sa mort.
Principalement peintre de portrait, Jacob van Schuppen réalise également des peintures d'autel et de plafond dans diverses églises de Vienne (église Saint-Charles et des sœurs salésiennes, palais Dietrichstein-Lobkowitz, Eroica-saal), ainsi que des scènes de genre et des natures mortes.